# Nowinki (województwo wielkopolskie)
Nowinki – wieś w Polsce położona w województwie wielkopolskim, w powiecie poznańskim, w gminie Mosina.
W latach 1975–1998 miejscowość położona była w województwie poznańskim.
We wsi stoi zabytkowa szkoła z 1913 oraz szachulcowy dom z pierwszej połowy XIX wieku (nr 11). 
Niedaleko wsi znajdował się nazistowski obóz pracy. Początkowo dla brytyjskich jeńców, a od 1942 dla polskich więźniów z Rawicza. Około 2 km od wsi, w lesie jest miejsce, w którym hitlerowcy rozstrzelali w 1940 dwustu Polaków. Zwłoki pochowano w zbiorowych mogiłach. Stoi tam głaz z tablicą pamiątkową.